# Petrovka (Prókhorovka)
Petrovka - Петровка (rus) - és un poble a l'óblast de Bélgorod, a Rússia. El 2010 tenia 56 habitants. Pertany al districte (raion) de Prókhorovka.